# Briela Cirilo
Tania Gabriela Cirilo Chiroque (Bellavista, Callao, 17 de febrero de 1997), más conocida como Briela Cirilo, es una cantante peruana de cumbia y salsa, Formó parte de la delantera de Son Tentación, para luego formar parte de la agrupación musical Corazón Serrano.

## Biografía

### 1997-2022: Primeros años
Tania Gabriela Cirilo Chiroque nació en el Distrito de Bellavista en el Callao ubicada en la capital peruana. Su primera aparición en la televisión peruana fue en el programa de María Pía y Timoteo junto con Mayra Goñi.
Seguidamente en el año 2022, Briela Cirilo hace su aparición en La voz Perú programa transmirtido por Latina Televisión donde los coaches eran Eva Ayllón, Christian Yaipén, Noel Schajris y Daniela Darcourt quien rápido conocieron a la Artista por ser parte de la Orquesta de Salsa Son Tentación.

## Trayectoria profesional

### 2019-2023: Son Tentación
En el año 2019, Cirilo ganó el casting que la orquesta de salsa que había promocionado a nivel , en el mes de agosto es presentada a nivel nacional por la página oficial de la banda y en un programa de televisión  llamado El reventonazo de la chola transmitido por América Televisión (Perú). Tras 4 años que estuvo en Son Tentación, Briela da un paso al costado por motivos familiares que estaba atravesando.

### 2023-presente: Corazón Serrano
Tras la inesperada salida de Son Tentación la agrupación musical Corazón Serrano anunciaba como la sexta integrante a Briela Cirilo tras la polémica salida de Cielo Heredia. Su llegada al grupo de cumbia fue inesperado para muchos fanáticos de Corazón Serrano, Luego de tiempo la agrupación musical anunciaba un nuevo tema en voz de Briela y Ana Lucia Urbina que a pocas horas de haberse lanzado ya contaba con un 1 millón de visualizaciones.
A inicios de febrero del 2024, Cirilo anunciaba su retiro de la agrupación norteña tras los 5 meses que se encontraba en esta, ya que quería emprender otros caminos en el mundo de la música, es así que ese mismo mes Corazón Serrano anuncia a Milagros Díaz como la nueva voz del grupo musical.
Tras solo un mes del anuncio de su retiro de la agrupación, Cirilo anunciaría su reintegración a la agrupación musical Corazón Serrano tras un breve paso por La Bella Luz.

## Discografía

### Canciones con Son Tentación
- Tu falta de querer[10]
- Dejala (Son Tentación ft. Yahaira Plasencia)
- Antes de ti[11]
- Apareciste tu (Son Tentación ft. Daniela Darcourt[12]

### Canciones con Corazón Serrano
- Mix corazón mentiroso[13]
- Mi ex tenía razón[14]
- Te amo
- Que hice Mal
- Diganle[15]
- Tu ausencia
- Como se olvida[16]
- Lo Engreí[17]
- Empecemos de cero[18]
- Si te marchas[19]
- Me Duele  (Corazón Serrano ft. La T y La M ft. Pipe Calderón)[20]
- Vida Entera
- Ya es tarde
- Mix La Loba (Corazón Serrano ft. Miriam Cruz)